# Allogalumna sinornata
Allogalumna sinornata är en kvalsterart som beskrevs av Sandór Mahunka 1992. Allogalumna sinornata ingår i släktet Allogalumna och familjen Galumnidae. Inga underarter finns listade i Catalogue of Life.